# Chmielewo Małe
Chmielewo Małe – część wsi Chmielewo Wielkie w Polsce, położona w województwie mazowieckim, w powiecie mławskim, w gminie Wieczfnia Kościelna.
W latach 1975–1998 Chmielewo Małe administracyjnie należało do województwa ciechanowskiego.
Nieopodal górnego Orzyca w pobliżu Chmielewa Małego pojawiła się w II połowie XI wieku prężna, bogata grupa - najprawdopodobniej rodowa i założyła dwa grody w Grzebsku i w Tańsku-Przedborach, oraz towarzyszące im typowe mazowieckie cmentarzyska jak np. w Pokrzywnicy Wielkiej, Łączynie Starym i w Tańsku-Przedborach z pochówkami obłożonymi wielkimi głazami. Wyposażenie zmarłych w znaczne ilości broni - miecze, oszczepy i topory oraz kosztowne przedmioty importowane - misy z brązu, monety, a także klucz (do skrzyni) wskazują na znaczny potencjał gospodarczy tej ludności, która przemieściła się nad Orzyc w poszukiwaniu nowych terenów osadniczych. Powstanie w II połowie XI wieku komór celnych w Makowie (na Orzycu) i Wiźnie (na Narwi) oraz skarb srebrny z Brzozowa poświadczają ważną rolę, jaką ziemie te zaczęły pełnić w systemie wczesnofeudalnego państwa polskiego. Prawdopodobne jest, że potomkowie grodów z Tańska żyją do dziś w Chmielewie Małym i okolicznych miejscowościach. 